# 韦罗妮卡·格里什科
韦罗妮卡·格里什科（烏克蘭語：Вероніка Ігорівна Гришко，2000年8月31日—），乌克兰花样游泳运动员，2019年世界游泳锦标赛焦点自选金牌得主、2022年世界游泳锦标赛自由组合、焦点自选金牌得主和集体自由自选银牌得主、2023年世界游泳锦标赛集体自由自选铜牌得主。